# Intersect (court métrage)
Pour les articles homonymes, voir Intersect.
Pour plus de détails, voir Fiche technique et Distribution.
Intersect est un film d'animation de court métrage suisse réalisé par Dirk Koy et sorti en 2021.

## Fiche technique
- Titre anglais : Intersect
- Réalisation : Dirk Koy
- Scénario : Dirk Koy
- Animation : Dirk Koy
- Musique : Dirk Koy
- Son : Dirk Koy
- Montage : Dirk Koy
- Production : Dirk Koy
- Sociétés de production : Bild Und Bewegung
- Sociétés de distribution :
- Pays d'origine :  Suisse
- Langue originale : sans dialogue
- Format : couleur
- Genre : animation
- Durée : 18 minutes 23 secondes
- Dates de sortie :
  - France : 13 juin 2022 (Annecy)

## Distinctions
- 2022 : Prix du film "Off-Limits" au festival international du film d'animation d'Annecy